# Haljala (commune)
La commune d'Haljala (autrefois Haljall) est une municipalité rurale estonienne située dans le Virumaa occidental (autrefois Wierland). Elle a absorbé la commune de  Vihula en 2017.
Dans ses anciennes limites, Haljala possédait 2 502 habitants en 2012, en diminution par rapport aux 2 865 habitants de l'an 2000 et aux 2 815 de 2009.

## Municipalité
Avant 2017, la commune regroupe les territoires du bourg de Haljala et des villages suivants: Aaspere, Aasu, Aaviku, Auküla, Essu, Idevere, Kandle, Kavastu, Kisuvere, Kõldu, Kärmu, Lihulõpe, Liiguste, Pehka, Põdruse, Sauste, Tatruse, Vanamõisa, Varangu et Võle.

## Histoire
L'endroit a été mentionné pour la première fois en 1241 sous le nom d'Haljall dans le Liber Census Daniæ, alors que la province appartenait au royaume du Danemark. L'église fortifiée du bourg a été consacrée au XIVe siècle sous le patronage de saint Maurice. Elle permettait de surveiller la route menant au château fort de Wesenberg. Elle est aujourd'hui en piteux état, mais le culte y est encore célébré en été.